# چسترفیلد (میزوری)
چسترفیلد (به انگلیسی: Chesterfield) شهری در شهرستان سنت لوئیس ایالت میزوری است که جمعیت آن در سرشماری سال ۲۰۱۰ میلادی ۴۷۴۸۴ نفر بوده است.